# Angola op de Olympische Zomerspelen 2008
Angola nam deel aan de Olympische Zomerspelen 2008 in Peking, China.
Angola debuteerde op de Zomerspelen in 1980 en deed in 2008 voor de zevende keer mee. Net als bij de zes vorige deelnames won Angola ook deze editie geen medaille.

## Deelnemers en resultaten

### Atletiek
| Olympiër      | Discipline   | Resultaat | Prestatie      |
| ------------- | ------------ | --------- | -------------- |
| João N'Tyamba | marathon (m) | DNF       | niet gefinisht |

### Basketbal
| Olympiër | Discipline | Resultaat | Prestatie |
| --- | ---------- | --------- | --------- |
| Carlos Almeida Felizardo Ambrosio Milton Barros Olimpio Cipriano Armando Costa Luis Costa Joaquim Gomes Vladimir Jeronimo Eduardo Mingas Carlos Morais Abdel Moussa Leonel Paulo | mannen     | 12e       |           |

| Groep B |                  |             |             |             |            |            |            |        |
| #       | Land             | Wedstrijden | Wedstrijden | Wedstrijden | Doelpunten | Doelpunten | Doelpunten | Punten |
| #       | Land             | G           | W           | V           | V          | T          | Saldo      | Punten |
| 1       | Verenigde Staten | 5           | 5           | 0           | 515        | 354        | +161       | 10     |
| 2       | Spanje           | 5           | 4           | 1           | 418        | 369        | +59        | 9      |
| 3       | Griekenland      | 5           | 3           | 2           | 415        | 375        | +40        | 8      |
| 4       | China            | 5           | 2           | 3           | 366        | 400        | -34        | 7      |
| 5       | Duitsland        | 5           | 1           | 4           | 330        | 390        | -60        | 6      |
| 6       | Angola           | 5           | 0           | 5           | 321        | 477        | -156       | 5      |

| Ronde       | Datum | Lokale tijd | MEZT   | Plaats      | Land   | Score            | Land |
| ----------- | ----- | ----------- | ------ | ----------- | ------ | ---------------- | ---- |
| Groepsfase  |       |             |        |             |        |                  |      |
| 10 augustus | 11:15 | 05:15       | Peking | Duitsland   | 95-66  | Angola           |      |
| 12 augustus | 20:00 | 14:00       | Peking | Angola      | 76-97  | Verenigde Staten |      |
| 14 augustus | 14:30 | 08:30       | Peking | Angola      | 68-85  | China            |      |
| 16 augustus | 09:00 | 03:00       | Peking | Griekenland | 102-61 | Angola           |      |
| 18 augustus | 16:45 | 10:45       | Peking | Angola      | 50-98  | Spanje           |      |

### Handbal
| Olympiër | Discipline | Resultaat | Prestatie |
| --- | ---------- | --------- | --------- |
| Ida Maria Bengue Natalia Maria Bernardo Elisabeth Jurema Faro Cailo Bombo Madalena Calandula Azenaide Danila Jose Carlos Nair Filipe Pires De Almeida Wuta Waco Bige Dombaxi Maria Teresa Neto Joaquim Eduardo Isabel Sambovo Fernandes Luisa Kiala Maria Rosa da Costa Pedro Maria Odete Sanches Tavares Filomena Jose Trindade Elizabeth Amelia Basilio Viegas | vrouwen    | 12e       |           |

| Groep A |            |             |             |             |             |            |            |            |        |
| #       | Land       | Wedstrijden | Wedstrijden | Wedstrijden | Wedstrijden | Doelpunten | Doelpunten | Doelpunten | Punten |
| #       | Land       | G           | W           | G           | V           | V          | T          | Saldo      | Punten |
| 1       | Noorwegen  | 5           | 5           | 0           | 0           | 154        | 106        | +48        | 10     |
| 2       | Roemenië   | 5           | 4           | 0           | 1           | 150        | 112        | +38        | 8      |
| 3       | China      | 5           | 2           | 0           | 3           | 122        | 135        | -13        | 4      |
| 4       | Frankrijk  | 5           | 2           | 0           | 3           | 121        | 128        | -7         | 4      |
| 5       | Kazachstan | 5           | 1           | 1           | 3           | 109        | 137        | -28        | 3      |
| 6       | Angola     | 5           | 0           | 1           | 4           | 109        | 147        | -38        | 1      |

| Ronde       | Datum | Lokale tijd | MEZT   | Plaats    | Land  | Score      | Land |
| ----------- | ----- | ----------- | ------ | --------- | ----- | ---------- | ---- |
| Groepsfase  |       |             |        |           |       |            |      |
| 9 augustus  | 09:00 | 03:00       | Peking | Frankrijk | 32-21 | Angola     |      |
| 11 augustus | 14:00 | 08:00       | Peking | Angola    | 17-31 | Noorwegen  |      |
| 13 augustus | 15:45 | 09:45       | Peking | China     | 32-24 | Angola     |      |
| 15 augustus | 15:45 | 09:45       | Peking | Roemenië  | 28-23 | Angola     |      |
| 17 augustus | 10:45 | 04:45       | Peking | Angola    | 24-24 | Kazachstan |      |

### Kanovaren
| Olympiër                | Discipline    | Resultaat | Prestatie                                              |
| ----------------------- | ------------- | --------- | ------------------------------------------------------ |
| Fortunato Luis Pacavira | C-1 500m (m)  | 22e       | serie 1: 8e in 2.13,265                                |
| Fortunato Luis Pacavira | C-1 1000m (m) | 18e       | serie 1: 7e in 4.39,538 halve finale 2: 9e in 4.40,697 |

### Volleybal
| Olympiër                              | Discipline | Resultaat | Prestatie |
| ------------------------------------- | ---------- | --------- | --- |
| Morais Santos Abreu Emanuel Fernandes | beach (m)  | 19e       | groepsfase: V van GEO Terceiro / Gomes: 0-2 (14-21, 13-21) V van AUS Schacht / Slack: 0-2 (15-21, 9-21) V van BRA Santos / Rego: 0-2 (8-21, 13-21) |

### Zwemmen
| Olympiër                   | Discipline           | Resultaat | Prestatie            |
| -------------------------- | -------------------- | --------- | -------------------- |
| Joao Luis Cardoso Matias   | 100m vlinderslag (m) | 63e       | serie 1: 2e in 57.06 |
|                            |                      |           |                      |
| Ana Crysna da Silva Romero | 50m vrije slag (v)   | 65e       | serie 5: 8e in 29,05 |

Afghanistan · Albanië · Algerije · Amerikaanse Maagdeneilanden · Amerikaans-Samoa · Andorra · Angola · Antigua en Barbuda · Argentinië · Armenië · Aruba · Australië · Azerbeidzjan · Bahama's · Bahrein · Bangladesh · Barbados · België · Belize · Benin · Bermuda · Bhutan · Bolivia · Bosnië en Herzegovina · Botswana · Brazilië · Britse Maagdeneilanden · Bulgarije · Burkina Faso · Burundi · Cambodja · Canada · Centraal-Afrikaanse Republiek · Chili · China · Chinees Taipei · Colombia · Comoren · Congo-Brazzaville · Congo-Kinshasa · Cookeilanden · Costa Rica · Cuba · Cyprus · Denemarken · Djibouti · Dominica · Dominicaanse Republiek · Duitsland · Ecuador · Egypte · El Salvador · Equatoriaal-Guinea · Eritrea · Estland · Ethiopië · Fiji · Filipijnen · Finland · Frankrijk · Gabon · Gambia · Georgië · Ghana · Grenada · Griekenland · Groot-Brittannië · Guam · Guatemala · Guinee · Guinee‑Bissau · Guyana · Haïti · Honduras · Hongarije · Hongkong · Ierland · IJsland · India · Indonesië · Irak · Iran · Israël · Italië · Ivoorkust · Jamaica · Japan · Jemen · Jordanië · Kaaimaneilanden · Kaapverdië · Kameroen · Kazachstan · Kenia · Kirgizië · Kiribati · Koeweit · Kroatië · Laos · Lesotho · Letland · Libanon · Liberia · Libië · Liechtenstein · Litouwen · Luxemburg · Macedonië · Madagaskar · Malawi · Malediven · Maleisië · Mali · Malta · Marshalleilanden · Marokko · Mauritanië · Mauritius · Mexico · Micronesië · Moldavië · Monaco · Mongolië · Montenegro · Mozambique · Myanmar · Namibië · Nauru · Nederland · Nederlandse Antillen · Nepal · Nicaragua · Nieuw-Zeeland · Niger · Nigeria · Noord-Korea · Noorwegen · Oeganda · Oekraïne · Oezbekistan · Oman · Oostenrijk · Oost‑Timor · Pakistan · Palau · Palestina · Panama · Papoea-Nieuw-Guinea · Paraguay · Peru · Polen · Portugal · Puerto Rico · Qatar · Roemenië · Rusland · Rwanda · Saint Kitts en Nevis · Saint Lucia · Saint Vincent en Grenadines · Salomonseilanden · Samoa · San Marino · Sao Tomé en Principe · Saoedi-Arabië · Senegal · Servië · Seychellen · Sierra Leone · Singapore · Slovenië · Slowakije · Soedan · Somalië · Spanje · Sri Lanka · Suriname · Swaziland · Syrië · Tadzjikistan · Tanzania · Thailand · Togo · Tonga · Trinidad en Tobago · Tsjaad · Tsjechië · Tunesië · Turkije · Turkmenistan · Tuvalu · Uruguay · Vanuatu · Venezuela · Verenigde Arabische Emiraten · Verenigde Staten · Vietnam · Wit-Rusland · Zambia · Zimbabwe · Zuid-Afrika · Zuid-Korea · Zweden · Zwitserland
Uitgesloten van deelname: Brunei